# U-139 (1940)
U-139 – niemiecki okręt podwodny (U-Boot) typu II D z okresu II wojny światowej. Okręt wszedł do służby w lipcu 1940 roku. 

## Historia
Wykorzystywany głównie jako jednostka szkolna. Odbył dwa patrole bojowe, podczas których nie zatopił żadnej jednostki przeciwnika.
Zatopiony przez załogę 2 maja 1945 roku w Wilhelmshaven (operacja Regenbogen). Wrak wydobyto i złomowano, data nieznana. 